# Kormoran Island
Kormoran Island (englisch; bulgarisch остров Корморан ostrow Kormoran, deutsch ‚Kormoraninsel‘) ist eine größtenteils unvereiste, in nord-südlicher Ausrichtung 848 m lange und 705 m breite Insel in der Gruppe der Vedel-Inseln im Wilhelm-Archipel vor der Graham-Küste des Grahamlands auf der Antarktischen Halbinsel. Sie liegt 4,72 km nordwestlich der Petermann-Insel, 80 m südöstlich von Kamera Island und 160 m südwestlich von Pate Island.
Britische Wissenschaftler kartierten sie 2001. Die bulgarische Kommission für Antarktische Geographische Namen benannte sie 2020 deskriptiv, da sie in ihrer Form entfernt an einen Kormoran erinnert.